# Tour della nazionale maschile di rugby a 15 della Nuova Zelanda 1925
Nel 1925, tornati dalla trionfale "Tournée degli
 invincibili", gli All Blacks, dopo un incontro di preparazione in patria, si recano in tour nel Nuovo Galles del Sud.
| Wellington 3 giugno 1925 | Wellington | 10 – 6 | Nuova Zelanda XV | Athletic Park |

| Arbitro: | A. Irving |

|                 |           |                                                                               |
| mete: Greatorex | Marcatori | mete: Elvy 2, Kirkpatrick Lomas, Righton, Wise 2 trasf.:Dickson c.p.: Dickson |

| Sydney 17 giugno 1925 | N.S.W. 2nd XV | 18 – 16 | Nuova Zelanda XV | University Oval |

| Arbitro: | A. Arving |

|  |           |             |
|  | Marcatori | Drop:Harris |

| Arbitro: | A.Irivng |

|            |           |                                        |
| c.p.: Ross | Marcatori | mete: Law, Walter Wise trasf.: Johnson |

| Newcastle 27 giugno 1925 | A N.S.W. XV | 13 – 20 | Nuova Zelanda XV | Sports Ground |

| Sydney 1º luglio 1925 | E.J. Thorn's XV | 9 – 24 | Nuova Zelanda XV | Manly Oval |

| Wellington 8 luglio 1925 | Wellington-Manawatu-Horowhenua | 11 – 25 | Nuova Zelanda XV | Athletic Park |